# Episodi di Undateable (terza stagione)
La terza e ultima stagione della sitcom Undateable, composta da 13 episodi, è stata trasmessa su NBC dal 9 ottobre 2015 al 29 gennaio 2016.
In Italia è stata trasmessa in prima visione assoluta dall'11 ottobre al 22 novembre 2016 su Joy di Mediaset Premium.
| nº | Titolo originale                         | Titolo italiano                                  | Prima TV USA     | Prima TV Italia  |
| -- | ---------------------------------------- | ------------------------------------------------ | ---------------- | ---------------- |
| 1  | A Will They Walks Into a Bar             | C'era una futura coppia al bar (Prima parte)     | 9 ottobre 2015   | 11 ottobre 2016  |
| 2  | A Won't They Walks Into a Bar            | C'era una futura coppia al bar (Seconda parte)   | 9 ottobre 2015   | 11 ottobre 2016  |
| 3  | A Rock and Hard Place Walk Into a Bar    | C'era una guastafeste al bar                     | 16 ottobre 2015  | 18 ottobre 2016  |
| 4  | A Truth Hug Walks Into a Bar             | C'era un tipo affettuoso al bar                  | 23 ottobre 2015  | 18 ottobre 2016  |
| 5  | Halloween Walks Into a Bar               | C'era Halloween al Bar                           | 30 ottobre 2015  | 25 ottobre 2016  |
| 6  | A Puppet Walks Into a Bar                | C'era un burattino al bar                        | 6 novembre 2015  | 25 ottobre 2016  |
| 7  | An Origin Story Walks Into a Bar         | C'era una vecchia fiamma al bar                  | 20 novembre 2015 | 1º novembre 2016 |
| 8  | A Bachelorette Party Walks Into a Bar    | C'era un addio al nubilato al bar                | 4 dicembre 2015  | 1º novembre 2016 |
| 9  | A Box of Puppies Walks Into a Bar        | C'era una cucciolata al bar                      | 11 dicembre 2015 | 8 novembre 2016  |
| 10 | A New Year's Resolution Walks Into a Bar | C'era un buon proposito al bar                   | 8 gennaio 2016   | 8 novembre 2016  |
| 11 | Danny's Boyz Walk Into a Bar             | C'erano i ragazzi di Danny al bar                | 15 gennaio 2016  | 15 novembre 2016 |
| 12 | The Backstreet Boys Walk Into a Bar      | C'erano i Backstreet Boys al bar (Prima parte)   | 29 gennaio 2016  | 15 novembre 2016 |
| 13 | The Backstreet Boys Walk Into a Bar      | C'erano i Backstreet Boys al bar (Seconda parte) | 29 gennaio 2016  | 22 novembre 2016 |